# ایدهاسن
ایدهاسن (به آلمانی: Aidhausen) یک شهر در آلمان است که در بایرن واقع شده‌است.

## خصوصیات
ایدهاسن ۳۷٫۳۰ کیلومترمربع مساحت دارد ۲۹۲ متر بالاتر از سطح دریا واقع شده‌است.